# Ectenopsis norrisi
Ectenopsis norrisi är en tvåvingeart som beskrevs av M. Josephine Mackerras 1956. Ectenopsis norrisi ingår i släktet Ectenopsis och familjen bromsar. Inga underarter finns listade i Catalogue of Life.